# دجبوک
دجبوک (به لاتین: Djebock) یک منطقهٔ مسکونی در مالی است که در انچاوادی واقع شده‌است.